# Tropidiopsis undulicercus
Tropidiopsis undulicercus är en insektsart som beskrevs av Johnsen 1974. Tropidiopsis undulicercus ingår i släktet Tropidiopsis och familjen gräshoppor. Inga underarter finns listade i Catalogue of Life.